# Back into Blue
Back into Blue è il terzo album in studio del gruppo musicale statunitense Quarterflash, pubblicato nel 1985.

## Tracce
1. Walking On Ice – 3:48
2. Caught In The Rain – 4:55
3. Back Into Blue – 4:27
4. Talk To Me – 5:00
5. I Want To Believe It's You – 3:52
6. Love Without A Net (You Keep Falling) – 4:09
7. Come To Me – 3:21
8. Grace Under Fire – 5:26
9. Just For You – 4:59
10. Welcome To The City – 4:11